# Ариадне Диас
Ариадне Росалес Диас (на испански: Ariadne Rosales Díaz) е мексиканска актрисa и моделка.

## Биография
Ариадне Диас е родена на 16 август 1983 г. в Гуадалахара, Мексико. Завършва Центъра по артистично обучение към Телевиса (CEA) в Мексико.
Ариадне дебютира в шоуто Energia Extrema Sonric's през 2006 г., и в телевизията през 2007 г. с роля в теленовелата „Muchachitas como tú“, за която шанс ѝ дава Емилио Лароса. В нея Ариадне изпълнява главната роля и си партнира с още 3 момичета от CEA – Глория Сиера, Габриела Карийо и Бегоня Нарваес. Персонажът на Диас е на момиче от средната класа, което е много амбициозно, но дълбоко в себе си е много добра. Тази роля беше изиграна в предишната версия от Кейт дел Кастийо.
След тази роля Диас получава роля в третия епизод на сериала "RBD: La familia", в който изиграва гадже на Укер.
През 2008 г.актрисата се присъединява към екипа на хитовата теленовела По дяволите красавците (с Алисън Лос, Еухенио Силер, Сесар Евора, Лаура Флорес, Алтаир Харабо и др.) Диас изиграва съпругата на персонажа на Еухенио Силер, но накрая е убита от бившия си съпруг.
Една година по-късно Никандро Диас дава на Ариадне персонажа на „Аурора“ в теленовелата Manana es para siempre („Утре и завинаги“), в която си партнира с Лусеро, Фернандо Колунга, Рохелио Гера, Серхио Сендел, Карлос де ла Мота и др.
В началото на 2010 г. Анхели Несма поверява главната роля в продукцията „Изпълнена с любов“ на Ариадне. За ролята специално напълнява и използва подплънки и костюми, за да изглежда дебела. В теленовелата играе с Валентино Ланус, Асела Робинсън, Армандо Арайса, Алексис Аяла, Роберто Паласуелос и Ивон Лей.
В средата на 2010 г. американският уеб сайт AOL публикува класация под името The Next Generation of Telenovela Stars („Следващото поколение звезди от теленовели“). И на първо място са поставени Ариадне Диас и кубано-американския актьор и певец Жанкарлос Канела.

## Филмография
- По дяволите красавците (Al diablo con los guapos), 2007 г. – Флоренсия Ечеверия
- Малки момичета като теб (Muchachitas como tú), 2007 г. – Летисия Ернандес Фернандес
- Утре и завинаги (Mañana es para siempre), 2008 – 2009 г. – Аурора Елисалде Греко
- Кралицата на юга (La Reina del Sur), 2010 – 2011 г. – Марсия Астуриано
- Изпълнена с любов, 2010 г. – Марианела Руис у де Тереса Павон
- Жената от Вендавал (La mujer del Vendaval), 2012 – 2013 г. – Марсела Моралес
- Необичана, 2014 г. – Акасия Ривас Малдонадо
- Цветът на страстта (El color de la pasión), 2014 г. – Адриана Мурийо де Гаксиола
- Двойният живот на Естела Карийо (La doble vida de Estela Carrillo) 2017 г. – Естела Карийо / Лаура Овиедо
- Трябваше да си ти (Tenías que ser tú) 2018 г. – Мариса
- Да преодолееш липсата (Vencer la ausencia) 2022 г. – Хулия
- Отвъд теб (Más allá de ti) 2023 г. – Ейми
- Родители за удобство (Papás por conveniencia) 2024 г. – Айде Москеда